# Clituno
Na mitologia romana, Clituno (/klᵻˈtʌmnəs/; em latim: Clītumnus) é um dos filhos de Oceano e Tétis. Ele foi o deus do rio Clitunno na Úmbria.
A referência a Clituno é melhor atestada em Plínio, o Jovem, "Cartas" 8.8: "Perto daqui há um antigo e sagrado templo, onde está o próprio Júpiter Clituno vestido e adornado com uma toga praetexta, e as respostas oraculares ali proferidas provam que a divindade habita lá dentro e prediz o futuro."
O imperador romano Calígula visitou o bosque sagrado antes de invadir a Germânia, provavelmente para consultar o oráculo de Clituno.